# Sauris inscissa
Sauris inscissa là một loài bướm đêm trong họ Geometridae.